# ブラザーズ・クエイ

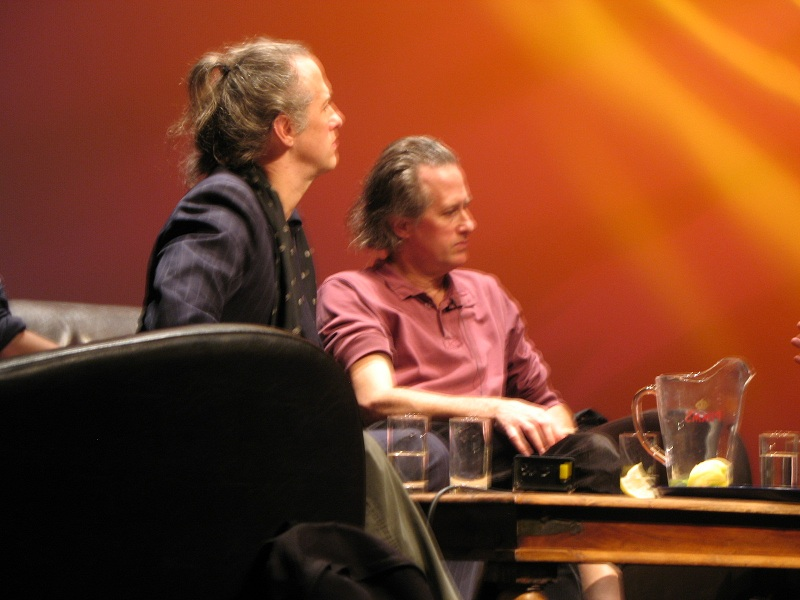
2008年10月現在

ブラザーズ・クエイ(Brothes Quay, Quay Brothers, クエイ兄弟)は、スティーブン・クエイとティモシー・クエイ(Stephen and Timothy Quay, 1947年6月17日-)の一卵性双生児の兄弟で、アメリカ合衆国ペンシルベニア州ノリスタウン生まれの、映像作家。
主に、ストップモーション・アニメーションの分野で、独特で完成度の高い映像作品を生みだし、カルト的な人気と影響力を持つ。
また、作品以外にも判別が難しいほど良く似た双子として、ピーター・グリーナウェイの『ZOO』へのインスピレーションやデイヴィッド・クローネンバーグの『戦慄の絆』に対する意欲に影響を与えた（滝本誠によるプレスから）。

## 来歴
1965年、フィラデルフィア芸術大学(Philadelphia College of Art, 現在の校名は University of the Arts）に入学。
1969年、ロンドンのロイヤル・カレッジ・オブ・アート(Royal College of Art)に入学。(以後、オランダで一時過ごす)
1978年、ロイヤル・カレッジ・オブ・アート時代の同窓であるキース・グリフィスとともに再びロンドンに渡る。
1979年、短編作品『人工の夜景』を発表。
1980年、キース・グリフィスとともにアトリエ・コーニンクを設立。
1984年、敬愛し影響を受けてきたチェコの映像作家ヤン・シュヴァンクマイエルのドキュメンタリー番組『ヤン・シュヴァンクマイエルの部屋』（英国のテレビ局 Channel 4 が制作）の間を繋ぐシュヴァンクマイエルへのオマージュに溢れるアニメーション映像を制作。後にこの映像は、短編作品として独立した。
1986年、『ストリート・オブ・クロコダイル』を発表。ゲシュタポによって路上で射殺され生涯を終えたポーランドの作家・芸術家ブルーノ・シュルツの連作短編集『肉桂色の店』の一遍『大鰐通り』を大胆な解釈で下敷きとした短編作品で陰鬱かつ退廃的で完成度の高い幻想的な映像世界が世界中に衝撃を与え、注目される。
1995年、マーク・ライランス主演の映画『ベンヤメンタ学院』を発表。この作品は初の長編作品・初の実写作品だった。
1998年、劇団コンプリシテ Complicite 制作、サイモン・マクバーニー演出によるウジェーヌ・イヨネスコ作《椅子》The Chairs の美術をデザインし、ブロードウェイでも限定上演され、トニー賞美術賞候補となる。
2006年、2作目の長編実写作品でテリー・ギリアムがプロデュースした『ピアノ・チューナー・オブ・アースクェイク』を発表。

## 作品

### 長編映画
- ベンヤメンタ学院 Institute Benjamenta, or This Dream People Call Human Life (1995年)
- ピアノ・チューナー・オブ・アースクェイク The Piano Tuner of Earthquakes (2005年)
- 砂時計サナトリウム Sanatorium Under the Sign of the Hourglass (2024年)

### 短編映画
- 人工の夜景 Nocturna Artificialia (1979年)
- ストラヴィンスキー：パリでの日々 Stravinsky - The Paris Years (1983年)
- レオシュ・ヤナーチェク Leoš Janáček: Intimate Excursions (1983年)
- ヤン・シュヴァンクマイエルの部屋 The Cabinet of Jan Svankmajer (1984年)
- ギルガメッシュ叙事詩を大幅に偽装して縮小した、フナー・ラウスの局長のちょっとした歌、またはこの名付け難い小さなほうき Little Songs of the Chief Officer of Hunar Louse, or This Unnameable Little Broom, being a Largely Disguised Reduction of the Epic of Gilgamesh (1985年)
- ストリート・オブ・クロコダイル Street of Crocodiles (1986年)
- 失われた解剖模型のリハーサル Rehearsals for Extinct Anatomies (1987年)
- スティル・ナハト―寸劇 Stille Nacht I: Dramolet (1988年)
- 櫛（眠りの博物館から） The Comb (From The Museums Of Sleep) (1990年)
- 人為的な透視図法、またはアナモルフォーシス（歪像） De Artificiali Perspectiva Or Anamorphosis (1991年)
- スティル・ナハト2―私たちはまだ結婚しているのか? Stille Nacht II: Are We Still Married? (1992年)
- スティル・ナハト3―ウィーンの深い森の中 Stille Nacht III: Tales From Vienna Woods (1993年)
- スティル・ナハト4―お前がいなければ間違えようがない Stille Nacht IV: Can't Go Wrong Without You (1994年)
- 不在 In Absentia (2000年)
- サンドマン The Sandman (2000年)
- デュエット Duet (2000年)
- ファントム・ミュージアム―ヘンリー・ウェルカム卿の医学コレクション保管庫への気儘な侵入 The Phantom Museum: Random Forays Into the Vaults of Sir Henry Wellcome's Medical Collection (2003年)
- ソングス・フォー・デッド・チルドレン Songs for Dead Children (2003年)
- Eurydice: She, So Beloved (2007年)
- Inventorium of Traces (2009年)
- マスク Maska (2010年)